# Ceropegia farrokhii
Ceropegia farrokhii är en oleanderväxtart som beskrevs av Mccann. Ceropegia farrokhii ingår i släktet Ceropegia och familjen oleanderväxter. Inga underarter finns listade i Catalogue of Life.